# 约翰·费特曼
约翰·卡尔·费特曼（英語：John Karl Fetterman，1969年8月15日—）是一位美国政治家，目前任宾夕法尼亚州的联邦参议员。作为民主党成员，费特曼2019年-2023年担任宾夕法尼亚州的第34任副州长。他曾于2006年至2019年担任布拉多克市长。
2021年，费特曼宣布参加2022年賓夕法尼亞州聯邦參議員選舉。他以59%的选票赢得了民主党提名，并在选举中战胜了共和黨人穆罕默德·奥兹，成为自1962年以来第一个赢得这个席位的民主党人。费特曼通常被視為进步人士，他支持全民医保，进行刑事司法改革，废除死刑，将联邦最低工资提高到每小时15美元，以及大麻合法化。
2022年5月，费特曼中风，之後受到中风后遗症困擾。2023年2月16日，费特曼至沃尔特·里德国家军事医疗中心接受临床抑郁症治疗。